# Ante Tomić
Ante Tomić (* 22. dubna 1970) je chorvatský spisovatel a žurnalista.

## Biografie
Rodák ze Splitu začal psát jako reportér pro místní deník Slobodna Dalmacija. Ve svých článcích ukazoval literární talent, který převedl v jeho debutové novele Što je muškarac bez brkova (2000). Tři roky na to, napsal další novelu
Ništa nas ne smije iznenaditi, která popisuje život rekrutů Jugoslávské lidové armádě. Obě novely byly přizpůsobeny pro film.
Ante Tomić dnes píše pro Jutarnji list. V roce 2004 cestoval napříč USA spolu s prezidentskou kampaní a dělal rozhovory s obyčejnými lidmi. Na základě jejich článků byla velká část chorvatské veřejnosti přesvědčena, že vyhraje John Kerry přesunem hlasů.
Ante Tomić byl také spoluautor scénářů pro film Posljednja volja (1999) a pro minisérie Novo doba (2002).

## Dílo
- Seznam děl v Souborném katalogu ČR, jejichž autorem nebo tématem je Ante Tomić
- Zaboravio sam gdje sam parkirao, sbírka příběhů, 1997.
- Što je muškarac bez brkova, novela, 2000.
- Smotra folklora, 2001.
- Ništa nas ne smije iznenaditi, novela, 2003.
- Klasa optimist, 2004.
- Ljubav, struja voda i telefon, novela, 2005.